# Цвинтар Мон-Руаяль
Цвинтар Мон-Руаяль (фр. Cimetière Mont-Royal; англ. Mount Royal Cemetery) — протестантське кладовище в Монреалі, де поховано значну частину канадської аристократії.
Кладовище урочисто відкрили в 1852 році, має площю 67 гектарів з терасами на північному схилі гори Мон-Руаяль. Кладовище розділяє схил гори з набагато більшим кладовищем на католицькій стороні кладовища Нотр-Дам-де-Неж. Кладовище Мон-Руаяль межує на південному сході з парком Мон-Руаяль, на заході — з кладовищем Нотр-Дам-де-Неж, а на півночі — з двома єврейськими кладовищами.
Кладовище Мон-Руаяль є діючим, і навіть на старій частині кладовища все ще є кілька доступних місць для поховання.

## Відомі поховання
- Джон Аббот (1821—1893) — прем'єр-міністр Канади
- Френк Колдер (1877—1943) — канадський хокейний менеджер
- Гові Моренц (1902—1937) — канадський хокеїст
- Мордекай Річлер (1931—2001) — канадський письменник
- Девід Томпсон (1770—1857) — британсько-канадійський дослідник, картограф